# Li Jiqian
Dans ce nom, le nom de famille, Li, précède le nom personnel Jiqian.
Li Jiqian (chinois : 李繼遷) (963–1004) est un rebelle de la dynastie Song qui organisa un soulèvement en 982. Il noue une alliance militaire avec succès avec la dynastie Liao pour un soutien militaire et épouse une princesse Liao. L'empereur Liao Shengzong (辽圣宗）lui donne alors le titre de "Roi de Xiping (西平王)". Il s'établit à Suzhou (actuel Lingwu 灵武) et ouvre ainsi la vois à la fondation de la future Xia occidentaux.
Li Jiqian est le père de Li Deming (chinois : 李德明) et le grand-père de Li Yuanhao (chinois : 李元昊), le premier empereur de l'empire des Xia occidentaux. Il est reconnu à titre posthume grand ancêtre (taizu 太祖) de la famille royale des Xia occidentaux.